# オレクサンドル・アリエフ

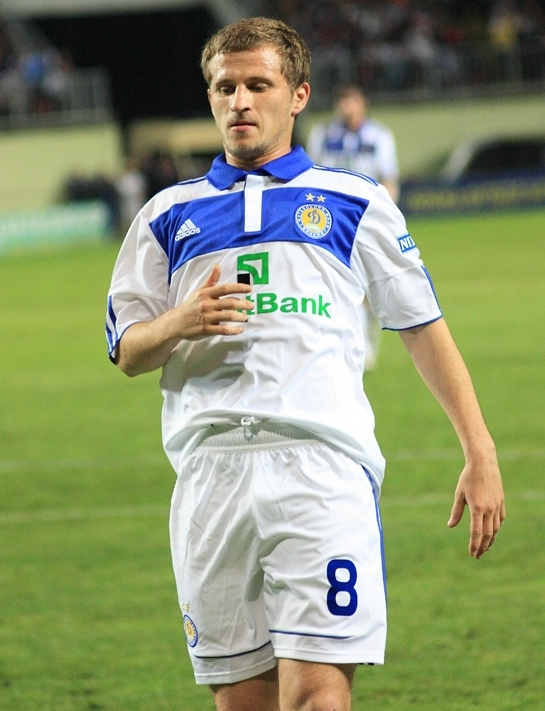
ディナモ・キーウでプレーするアリエフ

オレクサンドル・オレクサンドロヴィチ・アリエフ（ウクライナ語: Олександр Олександрович Алієв, ラテン文字: Oleksandr Oleksandrovych Aliyev, 1985年2月3日 - ）は、ソビエト連邦（現ロシア連邦）・ハバロフスク出身のウクライナの元サッカー選手。現役時代のポジションはミッドフィールダー。ウクライナ国籍を持つが民族上はアゼルバイジャン系である。

## 経歴
FCボルィスフェン・ボルィースピリ-2 (2軍チーム) を経て2002年にディナモ・キーウに入団。ディナモ-3 キーウを経て同年途中で2軍チームのディナモ-2 キーウに昇格。2005年まで在籍し、通算102試合に出場して53得点を挙げた。この実績が評価されたアリエフは、同年ウクライナ・プレミアリーグ所属のFCメタルルフ・ザポリージャに1シーズンの契約でローン移籍した。リーグ戦では8試合に出場して1得点を挙げるにとどまったが、在籍中にザポリージャのウクライナカップ (Кубок України з футболу) 決勝戦進出を経験した (試合は0-1でディナモ・キーウに敗れて準優勝に終わった)。アリエフは69分にセルヒーイ・シシュチェンコと交代する形で出場した。
在籍中にアリエフはU-20ウクライナ代表に選出され、2005 FIFAワールドユース選手権に出場。得点王となったリオネル・メッシに次ぐ5得点を挙げた。
ザポリージャとの契約が満了してディナモ・キーウに戻ってきたアリエフを待っていたのはトップチームへの昇格だった。昇格後、アリエフは出場機会を与えられるようになり、特に2008年に就任したユーリ・セミン監督在任中にはレギュラーとして起用された。UEFAチャンピオンズリーグ 2008-09にディナモ・キーウが出場した時のアリエフはクラブのキープレーヤーとなった。10月21日に行われた1次リーグのFCポルトとの試合では、27メートルを超えるかという距離から直接フリーキックを決めた。この得点が決勝点となり、1-0でディナモ・キーウは勝利した。一方で11月25日に行われたアーセナルFCとの試合中、主審のアラン・ハメル (Alain Hamer) を押してしまい、87分に退場処分を受けるという経験もした。後アリエフはインタビュー中でハメルの事を、「うすのろ･とんちき」という意味合いを込めて"козел" (山羊の意) という言葉で呼び表している。
1次リーグを3位で終えたディナモ・キーウは、ウィンターブレイク後にUEFAカップ 2008-09に出場する事となった。この大会では殆どの試合に出場し、ディナモ・キーウの準決勝進出に貢献した (試合は同じくウクライナから出場し、同大会で優勝したシャフタール・ドネツクに破れてベスト4に終わっている)。リーグ戦ではこの借りを晴らし、優勝を飾った。
代表においてはワールドユースに続き、2006年に開催されたU-21欧州選手権にウクライナ代表の一員として出場し、準優勝を経験した (ただし決勝戦では先発出場を逃した)。アリエフは現在もなお、U-21ウクライナ代表における歴代最多得点者 (8得点) である。
2008年9月6日、2010 FIFAワールドカップの欧州地区予選、ベラルーシ戦にて、アリエフは後半途中でマクシム・カリニチェンコと交代する形でA代表デビューを飾った。
2009年12月、FCロコモティフ・モスクワへの移籍が報じられたが、交渉決裂により一度はディナモ・キーウ残留を表明していたが、2010年2月、正式にロコモティフ・モスクワの一員となった。
2010年5月26日の親善試合・リトアニア戦で、代表初ゴールを含む2得点を挙げた。

## 個人成績
| 所属                     | シーズン | リーグ戦 | リーグ戦 | カップ戦 | カップ戦 | UEFA大会 | UEFA大会 | スーパー杯 | スーパー杯 | 合計 | 合計 |
| 所属                     | シーズン | 出場     | 得点     | 出場     | 得点     | 出場     | 得点     | 出場       | 得点       | 出場 | 得点 |
| ------------------------ | -------- | -------- | -------- | -------- | -------- | -------- | -------- | ---------- | ---------- | ---- | ---- |
| ディナモ・キーウ         | 2002-03  | 2        | 0        | 2        | 0        | 0        | 0        | 0          | 0          | 4    | 0    |
| ディナモ・キーウ         | 2003-04  | 2        | 0        | 1        | 0        | 0        | 0        | 0          | 0          | 3    | 0    |
| ディナモ・キーウ         | 2004-05  | 0        | 0        | 0        | 0        | 0        | 0        | 0          | 0          | 0    | 0    |
| メタルルフ・ザポリージャ | 2005-06  | 6        | 1        | 3        | 1        | 1        | 0        | 1          | 0          | 11   | 2    |
| ディナモ・キーウ         | 2006-07  | 3        | 0        | 1        | 0        | 1        | 0        | 0          | 0          | 5    | 0    |
| ディナモ・キーウ         | 2007-08  | 10       | 3        | 3        | 1        | 0        | 0        | 1          | 0          | 14   | 4    |
| ディナモ・キーウ         | 2008-09  | 26       | 13       | 1        | 0        | 16       | 4        | 1          | 0          | 44   | 17   |
| ディナモ・キーウ         | 2009-10  | 0        | 0        | 0        | 0        | 0        | 0        | 0          | 0          | 0    | 0    |
| ロコモティフ・モスクワ   | 2010     | 0        | 0        | 0        | 0        | 0        | 0        | 0          | 0          | 0    | 0    |
| 合計                     |          | 49       | 17       | 11       | 2        | 18       | 4        | 3          | 0          | 81   | 23   |

## 獲得タイトル

### クラブ
FCディナモ・キーウ
- ウクライナ・プレミアリーグ優勝: 2 (2006-07, 2008-09)
- ウクライナカップ優勝: 1 (2006-07)